# VyVolení
VyVolení je česká televizní reality show, kterou vysílala televize Prima v letech 2005–2013. Soutěž pod licencí maďarské společnosti IKO byla poprvé uvedena v Maďarsku pod názvem Való Világ (Skutečný svět).
Principem celého pořadu je pobyt skupiny lidí v uzavřené vile, ve které je rozmístěno mnoho televizních kamer a mikrofonů. Některé kamery se nachází za poloprůhlednými zrcadly. Účastníci jsou nepřetržitě sledováni a nahráváni. Plní různé úkoly a televize z jejich pobytu vyrábí sestřihy, které vysílá. V noční době se mohou vysílat i choulostivější scény (Noční show).
Pořad VyVolení byl úspěšnější než podobný pořad Big Brother, který byl vysílán na TV Nova. Jednalo se o nejsledovanější pořad v historii Primy, první řadu sledovalo průměrně 1,5 milionu diváků. Finále sledovalo 2 207 000 diváků. Prima ovšem nedokázala navázat na úspěch v dalších řadách, jejichž sledovanost byla podstatně nižší. Sledovanost druhé řady byla v průměru 826 000, finále sledovalo v průměru 1 070 000 diváků.

## Kontroverze a pokuty
Rada pro rozhlasové a televizní vysílání udělila provozovateli TV Prima za odvysílání jednotlivých dílů mezi šestou ranní a dvaadvacátou hodinou večer sérii pokut v souhrnné výši desítek miliónů Kč. Podle Rady byly díly vysílané v tomto čase způsobilé ohrozit fyzický, psychický i morální vývoj dětí, protože byly charakteristické řadou manipulativních praktik, agresí, verbální vulgaritou, jednáním pod vlivem alkoholu, uměle a samoúčelně exponovanou sexualitou. Nejvyšší správní soud většinu pokut potvrdil.

## První řada
| VyVolení 1                                    |                     |             |                |                 |
| v pořadí, jak byli voleni (od 15. srpna 2005) | den a datum odchodu | dní ve vile | celkové pořadí | příchod do vily |
| Rostislav Alka (Rosťa)                        | (64. den) 22. 10.   | 63          | 9. místo       | 20.8.           |
| Kateřina Langerová (Katka)                    | (114. den) 11. 12.  | 114         | 3. místo       | 20.8.           |
| Petr Zvěřina (Petr)                           | (29. den) 17. 9.    | 28          | 13. místo      | 20.8.           |
| Jan Szenteczky (Jan)                          | (22. den) 10. 9.    | 21          | 14. místo      | 20.8.           |
| Vladko Dobrovodský (Vladko)                   | (114. den) 11. 12.  | 114         | Vítěz          | 20.8.           |
| Regina Holásková (Regina)                     | (71. den) 29. 10.   | 71          | 8. místo       | 20.8.           |
| Monika Chrobáková (Monika)                    | (105. den) 2. 12.   | 103         | 5. místo       | 21.8.           |
| Michal Fraš (Michal)                          | (112. den) 9. 12.   | 109         | 4. místo       | 22.8.           |
| Václava Zapletalová (Wendy)                   | (78. den) 5. 11.    | 74          | 7. místo       | 23.8.           |
| Emil Zajac (Emil)                             | (92. den) 19. 11.   | 87          | 6. místo       | 24.8.           |
| Hana Gajdošová (Hanka)                        | (15. den) 3. 9.     | 9           | 15. místo      | 25.8.           |
| Věra Patt (Věra)                              | (36. den) 24. 9.    | 29          | 12. místo      | 26.8.           |
| Alexandr Nikitin (Saša)                       | (50. den) 8. 10.    | 42          | 11. místo      | 27.8.           |
| Dovolba 18. září (30. den):                   |                     |             |                |                 |
| Martin Horák (Martin)                         | (57. den) 15. 10.   | 27          | 10. místo      | 18.9.           |
| Jindřich Hovorka (Jindřich)                   | (114. den) 11. 12.  | 83          | 2. místo       | 18.9.           |

Divákům bylo v tzv. Volbě po třináct večerů představováno, vždy po třech, celkem 39 soutěžících. Každý večer byl jeden vybrán hlasováním diváků. Prvních šest zvolených vstoupilo do vily najednou 20. srpna 2005, další již vstupovali postupně ihned po volbě. Diváci dále rozhodují, kteří soutěžící mají postupně vypadávat. Soutěžící vždy v úterý v tzv. Zúčtování veřejně nominovali jednoho soupeře na vyloučení. Ten, kdo byl uveden nejčastěji, si ve čtvrtek zvolil ve Výzvě soupeře do Duelu a od té chvíle až do soboty diváci hlasovali o tom, kdo z nich ve vile zůstane. Mezi posledními třemi se rozhodlo přímo o vítězi ve velkém Finále. Vítěz získal ceny v celkové výši 11 milionů korun.

### Zajímavosti
- 18. listopadu se na staveništi poblíž vily našla nevybuchlá bomba z druhé světové války a celé okolí včetně soutěžících a štábu bylo na tři hodiny evakuováno.
- 19. listopadu se jeden ze soutěžících Emil Zajac přímo ve vile oženil se svou dlouholetou družkou Radkou Poledníkovou. Večer pak prohrál v duelu a hra pro něj skončila.
- 20. listopadu ráno vilu VyVolených násilně převzalo asi 40 bodyguardů najatých majitelem pozemku, na němž dům stál. Štáb musel prostory opustit a soutěžící byli krátce po 13. hodině převezeni do hotelu. TV Prima zřejmě neplatila nájem a majitel už je na svých pozemcích nechtěl. Podle vyjádření TV Prima došlo ke dvoudennímu zpoždění platby, což si vlastník vyložil jako vypovězení smlouvy. Soutěžící následující den (pondělí 21. listopadu) vstoupili do vily slovenské verze této reality show, která také vznikala pod licencí společnosti IKO a nazývala se VyVolení.

Vítězem se 11. prosince stal Vladko Dobrovodský s počtem 630 506 hlasů. Druhé místo obsadil Jindřich Hovorka (525 778 hlasů) a třetí místo obsadila a finálového večera se zúčastnila Kateřina Langerová se 108 127 hlasy. Čtvrté místo obsadil a poslední duel před finále prohrál Michal Fraš s 236 618 hlasy.

### Moderátoři
- Tereza Pergnerová (volba, zúčtování, výzva, duel, finále)
- Vlastimil Korec (běžná rekapitulace, publikum při volbách, duelech a při finále)
- Libor Bouček (noční show)
- Iva Kubelková (noční show)

### Volby a Dovolby
- 1. volba (15.8. 2005) – Rosťa (18145) vs. Barbora (1522) vs. Pavel (8793)
- 2. volba (16.8. 2005) – Nikola (8974) vs. Standa (2649) vs. Katka (13456)
- 3. volba (17.8. 2005) – Smety (2583) vs. Kateřina (7330) vs. Petr (9318)
- 4. volba (18.8. 2005) – Jan (12485) vs. Rob (1838) vs. Igor (8368)
- 5. volba (19.8. 2005) – Pepa (1949) vs. Tomáš (5502) vs. Vladko (19523)
- 6. volba (20.8. 2005) – Regina (60112) vs. Helen (50930) vs. Alina (40498)
- 7. volba (21.8. 2005) – Lenča (25109) vs. Pavel (35995) vs. Monika (145957)
- 8. volba (22.8. 2005) – Veronika (18886) vs. Michal (21463) vs. Lucie (15109)
- 9. volba (23.8. 2005) – Jiří (1497) vs. Wendy (8382) vs. Robert (7654)
- 10. volba (24.8. 2005) – Vadim (2155) vs. Emil (19907) vs. Jan (7355)
- 11. volba (25.8. 2005) – Hanka (13343) vs. Ilona (3592) vs. Lucka (6959)
- 12. volba (26.8. 2005) – Martina (7462) vs. Lenka (8392) vs. Věra (25921)
- 13. volba (27.8. 2005) – Dan (7345) vs. Saša (11196) vs. Martin (9982)
- Dovolba (Druhá šance, 18.9. 2005) – Kateřina (0) vs. Nikola (4) vs. Martin (6)
- Dovolba (14. volba, 18.9. 2005) – David (12878) vs. Jindřiška (8138) vs. Jindřich (18624)

Poznámky: Ve 3. volbě soutěžil Petr se svou tehdejší přítelkyní Kateřinou Bernovskou. Počet hlasů v 6. a 7. volbě byl ovlivněn víkendovou akcí T-Mobile – SMS zdarma do všech sítí. Ve 4. volbě zvítězil Jan Szenteczky, diváky přezdívaný Hans. V 10. volbě soutěžil Jan Sitař. Ve 12. volbě nahradila Věra odstoupivší Lucii Schoberlovou. V Druhé šanci měli obyvatelé Vily vybrat jednoho z trojice soutěžících vyřazených v předešlých volbách a kteří získali nejvíce diváckých hlasů v internetovém hlasování, ale Kateřina na poslední chvíli ze zdravotních důvodů odstoupila, proto vybírali jen mezi Nikolou a Martinem.

### Duely
- 1. duel (3.9. 2005) – Regina vs. Hanka (258444 – 165848)
- 2. duel (10.9. 2005) – Jan vs. Vladko (47452 – 446416)
- 3. duel (17.9. 2005) – Petr vs. Emil (33689 – 253917)
- 4. duel (24.9. 2005) – Věra vs. Vladko (5654 – 243814)
- 5. duel (8.10. 2005) – Saša vs. Michal (77579 – 223316)
- 6. duel (15.10. 2005) – Martin vs. Emil (66436 – 121925)
- 7. duel (22.10. 2005) – Vladko vs. Rosťa (425603 – 219941)
- 8. duel (29.10. 2005) – Michal vs. Regina (563911 – 47853)
- 9. duel (5.11. 2005) – Wendy vs. Jindřich (37761 – 76356)
- 10. duel (19.11. 2005) – Michal vs. Emil (249775 – 183606)
- 11. duel (2.12. 2005) – Monika vs. Katka (69410 – 137956)
- 12. duel (9.12. 2005) – Michal vs. Vladko (236618 – 516057)
- Finále – 1. část (11.12. 2005) – Jindřich vs. Katka vs. Vladko (448100 – 108127 – 569013)
- Finále – 2. část (11.12. 2005) – Jindřich vs. Vladko (525778 – 630506)

 Zajímavosti: Nejsledovanějším duelem bylo Finále, hned po něm předfinálový 12. duel.

### Vyřazování
|           | 1.                               | 2.                            | 3.                           | 4.                            | 5.                             | 6.                             | 7.                               | 8.                               | 9.                               | 10.                             | 11.                            | 12.                               | Status                       |  |
| --------- | -------------------------------- | ----------------------------- | ---------------------------- | ----------------------------- | ------------------------------ | ------------------------------ | -------------------------------- | -------------------------------- | -------------------------------- | ------------------------------- | ------------------------------ | --------------------------------- | ---------------------------- |  |
| Vladko    | Petr                             | Jan                           | Petr                         | Saša                          | Saša                           | Martin                         | Rosťa                            | Regina                           | Wendy                            | Monika                          | Monika                         | Michal                            | Finalista (114 dní ve vile)  |  |
| Jindřich  |                                  |                               |                              | Věra                          | Wendy                          | Wendy                          | Wendy                            | Wendy                            | Wendy                            | Michal                          | Vladko                         | Michal                            | Finalista (83 dní ve vile)   |  |
| Katka     | Regina                           | Jan                           | Petr                         | Věra                          | Monika                         | Martin                         | Michal                           | Michal                           | Emil                             | Vladko                          | Monika                         | Michal                            | Finalistka (114 dní ve vile) |  |
| Michal    | Regina                           | Jan                           | Wendy                        | Věra                          | Saša                           | Martin                         | Wendy                            | Regina                           | Wendy                            | Emil                            | Jindřich                       | Jindřich                          | Vyřazen (109 dní ve vile)    |  |
| Monika    | Regina                           | Jan                           | Emil                         | Věra                          | Regina                         | Emil                           | Vladko                           | Emil                             | Wendy                            | Emil                            | Katka                          |                                   | Vyřazena (103 dní ve vile)   |  |
| Emil      | Regina                           | Petr                          | Petr                         | Věra                          | Saša                           | Martin                         | Monika                           | Monika                           | Vladko                           | Michal                          |                                |                                   | Vyřazen (87 dní ve vile)     |  |
| Wendy     | Regina                           | Michal                        | Emil                         | Věra                          | Michal                         | Jindřich                       | Vladko                           | Michal                           | Jindřich                         |                                 |                                |                                   | Vyřazena (74 dní ve vile)    |  |
| Regina    | Wendy                            | Jan                           | Petr                         | Věra                          | Michal                         | Jindřich                       | Michal                           | Michal                           |                                  |                                 |                                |                                   | Vyřazena (71 dní ve vile)    |  |
| Rosťa     | Regina                           | Vladko                        | Regina                       | Věra                          | Michal                         | Vladko                         | Vladko                           |                                  |                                  |                                 |                                |                                   | Vyřazen (63 dní ve vile)     |  |
| Martin    |                                  |                               |                              | Věra                          | Emil                           | Wendy                          |                                  |                                  |                                  |                                 |                                |                                   | Vyřazen (27 dní ve vile)     |  |
| Saša      | Jan                              | Jan                           | Regina                       | Regina                        | Regina                         |                                |                                  |                                  |                                  |                                 |                                |                                   | Vyřazen (42 dní ve vile)     |  |
| Věra      | Regina                           | Michal                        | Emil                         | Regina                        |                                |                                |                                  |                                  |                                  |                                 |                                |                                   | Vyřazena (29 dní ve vile)    |  |
| Petr      | Vladko                           | Jan                           | Regina                       |                               |                                |                                |                                  |                                  |                                  |                                 |                                |                                   | Vyřazen (28 dní ve vile)     |  |
| Jan       | Regina                           | Vladko                        |                              |                               |                                |                                |                                  |                                  |                                  |                                 |                                |                                   | Vyřazen (21 dní ve vile)     |  |
| Hanka     | Regina                           |                               |                              |                               |                                |                                |                                  |                                  |                                  |                                 |                                |                                   | Vyřazena (9 dní ve vile)     |  |
|           |                                  |                               |                              |                               |                                |                                |                                  |                                  |                                  |                                 |                                |                                   |                              |  |
| Imunita   | Saša                             | Regina                        | Vladko                       | Emil                          | Vladko                         | Michal                         | Emil                             | Vladko                           | Michal                           | Jindřich                        |                                |                                   |                              |  |
| Zúčtovaný | Regina                           | Jan                           | Petr                         | Věra                          | Saša                           | Martin                         | Vladko                           | Michal                           | Wendy                            | Michal                          | Monika                         | Michal                            |                              |  |
| Vyzvaný   | Hanka                            | Vladko                        | Emil                         | Vladko                        | Michal                         | Emil                           | Rosťa                            | Regina                           | Jindřich                         | Emil                            | Katka                          | Vladko                            |                              |  |
| Duel      | Regina (258 444) Hanka (165 848) | Jan (47 452) Vladko (446 416) | Petr (33 689) Emil (253 917) | Věra (5 654) Vladko (243 814) | Saša (77 579) Michal (223 316) | Martin (66 436) Emil (121 925) | Vladko (425 603) Rosťa (219 941) | Michal (563 911) Regina (47 853) | Wendy (37 761) Jindřich (76 356) | Michal (249 775) Emil (183 606) | Monika (69 410 Katka (137 956) | Michal (236 618) Vladko (516 057) |                              |  |
| Vyřazený  | Hanka                            | Jan                           | Petr                         | Věra                          | Saša                           | Martin                         | Rosťa                            | Regina                           | Wendy                            | Emil                            | Monika                         | Michal                            |                              |  |

#### Finále
| Finalista | 1. část | 2. část | Status   |
| --------- | ------- | ------- | -------- |
| Vladko    | 569 013 | 630 506 | Vítěz    |
| Jindřich  | 448 100 | 525 778 | 2. místo |
| Katka     | 108 127 |         | 3. místo |

### Hosté ve Vile
- Ilona Csáková (zpěvačka)
- Martin Dvořák (manažer) (tehdejší generální ředitel televize Prima)
- Vendula Pizingerová (prezidentka nadačního fondu Kapka naděje)
- Karel Svoboda (skladatel)

### Soudní spor
Italská společnost Endemol, která vlastní autorská práva na pořad s podobným formátem Big Brother, podala na televizi Prima žalobu pro plagiátorství. Soud návrh na předběžné opatření, které mělo zamezit dalšímu vysílání pořadu, zamítl.

## Druhá řada
| VyVolení 2                   |                |             |                 |               |
| v pořadí, jak byli voleni    | celkové pořadí | dní ve vile | příchod do vily | odchod z vily |
| Antonín Jalovec (Tony)       | Vítěz          | (105 dnů)   | 26.02.2006      | 11.06.2006    |
| Karina Hovjacká (Karin)      | 10. místo      | (55 dnů)    | 26.02.2006      | 22.04.2006    |
| Daniel Joao (Pluto)          | 4. místo       | (104 dnů)   | 26.02.2006      | 09.06.2006    |
| Karolína Vrbasová (Karolína) | 8. místo       | (76 dnů)    | 26.02.2006      | 13.05.2006    |
| Martin Hranáč (Martin)       | 6. místo       | (90 dnů)    | 26.02.2006      | 27.05.2006    |
| Dana Bekakisová (Dana)       | 14. místo      | (27 dnů)    | 26.02.2006      | 25.03.2006    |
| Petr Stanovský (Petr)        | 11. místo      | (48 dnů)    | 26.02.2006      | 15.04.2006    |
| Luboš Vích (Luboš)           | 16. místo      | (13 dnů)    | 26.02.2006      | 11.03.2006    |
| Marcela Pašková (Marcy)      | 3. místo       | (104 dnů)   | 27.02.2006      | 11.06.2006    |
| Marie Kovácsová (Marie)      | 2. místo       | (103 dnů)   | 28.02.2006      | 11.06.2006    |
| Pavel Pelán (Pavel)          | 5. místo       | (94 dnů)    | 01.03.2006      | 03.06.2006    |
| Lucie Široká (Lůca)          | 15. místo      | (16 dnů)    | 02.03.2006      | 18.03.2006    |
| Jakub Hajník (Jakub)         | 13. místo      | (29 dnů)    | 03.03.2006      | 01.04.2006    |
| Petr Krejczy (Pity / Dagmar) | 7. místo       | (77 dnů)    | 04.03.2006      | 20.05.2006    |
| Sandra Bartošová (Sanny)     | 12. místo      | (34 dnů)    | 05.03.2006      | 08.04.2006    |
| Jan Mikulecký (Kykolka)      | 9. místo       | (27 dnů)    | 02.04.2006      | 29.04.2006    |

Druhá řada reality show VyVolení se začala vysílat 18. února 2006, dva měsíce po první sérii. Vítězem se stal Antonín Jalovec (Tony), který získal 176 060 hlasů. Druhá skončila Marie Kovácsová, která obdržela 66 082 hlasů. A jako třetí skončila Marcela Pašková (Marcy) s 30 635 hlasy. Vítěz získal ceny v hodnotě 15 000 000 Kč (byt, měsíční renta, automobil, dovolená, elektronické vybavení)
Tato série představila řadu soutěžních novinek: V šesté volbě poprvé soutěžily páry. 19. března byl do soutěže nasazen falešný soutěžící Tomáš Novotný (tajný agent Tomáš), jehož úkolem bylo provokovat soutěžící a opustit Vilu (26. března) jako diskvalifikovaný za porušení pravidel (ukrývání mobilního telefonu, ničení zařízení Vily). V týdnu před Dovolbou hostovali ve Vile lobbisté pro kandidáty. V 6. až 11. duelu bojovali o divácké hlasy vždy 3 soutěžící: zúčtovaný, vyzvaný a jím další vyzvaný. O udělení modrého šátku (imunity) jednomu z vítězů rozhodoval poražený, přičemž se nemusel řídit počtem hlasů.

### Moderátoři
- Tereza Pergnerová (volba, zúčtování, výzva, duel, finále)
- Vlastimil Korec (běžná rekapitulace, publikum při volbách, duelech a při finále)
- Libor Bouček (noční show)
- Diana Kobzanová (noční show)

### Volby a Dovolba
- 1. volba (18.2. 2006) – Boxi (8064) vs. Tony (8826) vs. Senty (2112)
- 2. volba (19.2. 2006) – Lenka (3805) vs. Karin (7169) vs. Helena (6438)
- 3. volba (20.2. 2006) – Boris (3720) vs. Pluto (11005) vs. Šaman (7048)
- 4. volba (21.2. 2006) – Katka (4022) vs. Markéta (2172) vs. Karolína (16294)
- 5. volba (22.2. 2006) – Martin (9182) vs. Jirka (6650) vs. Fanda (5512)
- 6. volba (23.2. 2006) – Kateřina & René (2020) vs. Daniela & Zbyněk (5007) vs. Dana & Petr (5513)
- 7. volba (26.2. 2006) – Luboš (19246) vs. Dan (3262) vs. Kykolka (17759)
- 8. volba (27.2. 2006) – Marcy (7149) vs. Radana (3498) vs. Lucie (4984)
- 9. volba (28.2. 2006) – Dominika (6642) vs. Marie (8538) vs. Marika (4418)
- 10. volba (1.3. 2006) – Pavel (8243) vs. Vojta (3891) vs. Ivo (6439)
- 11. volba (2.3. 2006) – Světlana (10184) vs. Dana (653) vs. Lůca (13844)
- 12. volba (3.3. 2006) – Mirek (8590) vs. Jakub (11926) vs. Speedy (780)
- 13. volba (4.3. 2006) – Pity (8258) vs. Nikola (5102) vs. Janina (2085)
- 14. volba (5.3. 2006) – Božka (6582) vs. Sanny (7831) vs. Lucie (1617)
- Dovolba (Druhá šance, 2.4. 2006) – Kykolka (7) vs. Světlana (1) vs. Mirek (3)

Poznámky: V 6. volbě soutěžila Dana Bekakisová, v 11. Dana Tesaříková. Ve 13. volbě soutěžil travestita Pity ještě pod svým uměleckým jménem Dagmar.

### Duely
- 1. duel (11.3. 2006) – Luboš vs. Pity (13993 – 27577)
- 2. duel (18.3. 2006) – Lůca vs. Jakub (24221 – 27080)
- 3. duel (25.3. 2006) – Sanny vs. Dana (39949 – 33373)
- 4. duel (1.4. 2006) – Jakub vs. Marcy  (45041 – 63036)
- 5. duel (8.4. 2006) – Sanny vs. Tony (46315 – 98291)
- 6. duel (15.4. 2006) – Pluto vs. Kykolka vs. Petr (10106 – 11372 – 8641)
- 7. duel (22.4. 2006) – Pavel vs. Karin vs. Martin (55028 – 23428 – 35020)
- 8. duel (29.4. 2006) – Tony vs. Kykolka vs. Pity (62355 – 29082 – 38742)
- 9. duel (6.5. 2006) – Pavel vs. Martin vs. Karolína (69069 – 50513 – 35021)
- 10. duel (13.5. 2006) – Pluto vs. Pity vs. Tony (65753 – 28258 – 53913)
- 11. duel (20.5. 2006) – Martin vs. Pavel vs. Tony (89882 – 164333 – 106368)
- 12. duel (3.6. 2006) – Tony vs. Pavel (217276 – 125818)
- 13. duel (9.6. 2006) – Tony vs. Pluto (181510 – 169719)
- Finále – 1. část (10.6. 2006) – Tony vs. Marie vs. Marcy (154531 – 44452 – 30635)
- Finále – 2. část (10.6. 2006) – Tony vs. Marie (176060 – 66082)

Poznámka: V 8. a 13. zúčtování došlo k remíze hlasů, v prvním případě rozhodl Martin jako držitel imunity, ve druhém Tony jako vítěz předešlého duelu poslal do dalšího sám sebe. Finále sledovalo v průměru 1 070 000 diváků.

### Vyřazování
|               | 1.                           | 2.                           | 3.                           | 4.                            | 5.                           | 6.                                           | 7.                                            | 8.                                           | 9.                                               | 10.                                        | 11.                                            | 12.                            | 13.                            | Status                       |
| ------------- | ---------------------------- | ---------------------------- | ---------------------------- | ----------------------------- | ---------------------------- | -------------------------------------------- | --------------------------------------------- | -------------------------------------------- | ------------------------------------------------ | ------------------------------------------ | ---------------------------------------------- | ------------------------------ | ------------------------------ | ---------------------------- |
| Tony          | Luboš                        | Marie                        | Sanny                        | Jakub                         | Sanny                        | Pluto                                        | Pavel                                         | ?                                            | Pavel                                            | ?                                          | Pavel                                          | Pavel                          | Pluto                          | Finalista (105 dní ve vile)  |
| Marie         | Luboš                        | Jakub                        | Tony                         | Jakub                         | Petr                         | Pluto                                        | ?                                             | ?                                            | ?                                                | ?                                          | Martin                                         | Marcy                          | ?                              | Finalistka (103 dní ve vile) |
| Marcy         | Lůca                         | Jakub                        | Sanny                        | Martin                        | Sanny                        | Pavel                                        | ?                                             | ?                                            | Pavel                                            | ?                                          | Martin                                         | Tony                           | ?                              | Finalistka (104 dní ve vile) |
| Pluto         | Pity                         | Jakub                        | Tony                         | Jakub                         | Martin                       | Martin                                       | Martin                                        | Tony                                         | Martin                                           | ?                                          | Martin                                         | Tony                           | ?                              | Vyřazen (104 dní ve vile)    |
| Pavel         | Jakub                        | Lůca                         | Marcy                        | Martin                        | Sanny                        | Martin                                       | Martin                                        | Tony                                         | Martin                                           | ?                                          | Martin                                         | Tony                           |                                | Vyřazen (94 dní ve vile)     |
| Martin        | Pity                         | Lůca                         | Pavel                        | Jakub                         | Sanny                        | Pluto                                        | Pavel                                         | ?                                            | Pavel                                            | ?                                          | Pavel                                          |                                |                                | Vyřazen (90 dní ve vile)     |
| Pity (Dagmar) | Luboš                        | Lůca                         | Pavel                        | Pavel                         | Sanny                        | Pluto                                        | ?                                             | ?                                            | Pavel                                            | ?                                          |                                                |                                |                                | Vyřazen (77 dní ve vile)     |
| Karolína      | Luboš                        | Marcy                        | Pavel                        | Jakub                         | Sanny                        | Pluto                                        | ?                                             | ?                                            | ?                                                |                                            |                                                |                                |                                | Vyřazena (76 dní ve vile)    |
| Kykolka       |                              |                              |                              |                               | Tony                         | Karin                                        | Martin                                        | Tony                                         |                                                  |                                            |                                                |                                |                                | Vyřazen (27 dní ve vile)     |
| Karin         | Lůca                         | Lůca                         | Sanny                        | Jakub                         | Sanny                        | Pluto                                        | ?                                             |                                              |                                                  |                                            |                                                |                                |                                | Vyřazena (55 dní ve vile)    |
| Petr          | Lůca                         | Lůca                         | Sanny                        | Pluto                         | Sanny                        | Pluto                                        |                                               |                                              |                                                  |                                            |                                                |                                |                                | Vyřazen (48 dní ve vile)     |
| Sanny         | Jakub                        | Jakub                        | Marcy                        | Tony                          | Martin                       |                                              |                                               |                                              |                                                  |                                            |                                                |                                |                                | Vyřazena (34 dní ve vile)    |
| Jakub         | Marie                        | Marcy                        | Martin                       | Martin                        |                              |                                              |                                               |                                              |                                                  |                                            |                                                |                                |                                | Vyřazen (29 dní ve vile)     |
| Dana          | Luboš                        | Jakub                        | Sanny                        |                               |                              |                                              |                                               |                                              |                                                  |                                            |                                                |                                |                                | Vyřazena (27 dní ve vile)    |
| Lůca          | Karin                        | Karin                        |                              |                               |                              |                                              |                                               |                                              |                                                  |                                            |                                                |                                |                                | Vyřazena (16 dní ve vile)    |
| Luboš         | Marie                        |                              |                              |                               |                              |                                              |                                               |                                              |                                                  |                                            |                                                |                                |                                | Vyřazen (13 dní ve vile)     |
|               |                              |                              |                              |                               |                              |                                              |                                               |                                              |                                                  |                                            |                                                |                                |                                |                              |
| Imunita       | Sanny                        | Pity                         | Jakub                        | Sanny                         | Marcy Kykolka                | Tony                                         | Kykolka                                       | Martin                                       | Tony                                             | Pavel                                      | ?                                              |                                |                                |                              |
| Zúčtovaný     | Luboš                        | Lůca                         | Sanny                        | Jakub                         | Sanny                        | Pluto                                        | Pavel                                         | Tony                                         | Pavel                                            | Pluto                                      | Martin                                         | Tony                           | Tony                           |                              |
| Vyzvaní       | Pity                         | Jakub                        | Dana                         | Marcy                         | Tony                         | Kykolka Petr                                 | Karin Martin                                  | Kykolka Pity                                 | Martin Karolína                                  | Pity Tony                                  | Pavel Tony                                     | Pavel                          | Pluto                          |                              |
| Duel          | Luboš (13 993) Pity (27 577) | Lůca (24 221) Jakub (27 080) | Sanny (39 949) Dana (33 373) | Jakub (45 041) Marcy (63 036) | Sanny (46 315) Tony (98 291) | Pluto (10 106) Kykolka (11 372) Petr (8 641) | Pavel (55 028) Karin (23 428) Martin (35 020) | Tony (62 355) Kykolka (29 082) Pity (38 742) | Pavel (69 069) Martin (50 513) Karolína (35 021) | Pluto (65 753) Pity (28 258) Tony (53 913) | Martin (89 882) Pavel (164 333) Tony (106 368) | Tony (217 276) Pavel (125 818) | Tony (181 510) Pluto (169 719) |                              |
| Vyřazený      | Luboš                        | Lůca                         | Dana                         | Jakub                         | Sanny                        | Petr                                         | Karin                                         | Kykolka                                      | Karolína                                         | Pity                                       | Martin                                         | Pavel                          | Pluto                          |                              |

#### Finále
| Finalista | 1. část | 2. část | Status   |
| --------- | ------- | ------- | -------- |
| Tony      | 154 531 | 176 060 | Vítěz    |
| Marie     | 44 452  | 66 082  | 2. místo |
| Marcy     | 30 635  |         | 3. místo |

### Hosté ve Vile
- Vladko Dobrovodský (vítěz VV1)
- Petr Zvěřina (ex-VV1)
- Emil Zajac (ex-VV1)
- Vendula Svobodová (zakladatelka nadační organizace „Kapka naděje“)
- Karel Svoboda (hudební skladatel)
- Antonín Tesař (ex-manžel Světlany, lobbista pro Dovolbu)
- Hana Knoppová (teta Kykolky, lobbistka pro Dovolbu)
- Pavel Handl (kamarád Mirka, lobbista pro Dovolbu)
- Renata Kajdžas (moderátorka, přítelkyně Tonyho)
- Jana (přítelkyně Pluta)
- Lukáš (přítel Martina)
- přítel Pityho
- Britney a Mia (fenky)
- Eda, Vendula, Pája (bezdomovci)
- Tomio Okamura

## Třetí řada
| VyVolení 3: Noví Hrdinové     |                  |               |                 |             |
| v pořadí, jak byli voleni     | celkové pořadí   | datum odchodu | příchod do vily | dní ve vile |
| Julius Csóka (Juli)           | 8. místo         | 17.11.2007    | 01.09.2007      | 78          |
| Veronika Fasterová (Veronika) | 13. místo        | 06.10.2007    | 01.09.2007      | 36          |
| Daniel Holovský (Dan)         | 15. místo        | 22.09.2007    | 01.09.2007      | 22          |
| Renata Kukačová (René)        | 2. místo         | 01.12.2007    | 01.09.2007      | 92          |
| Radim Šrahůlek (Radim)        | 6. místo         | 24.11.2007    | 01.09.2007      | 85          |
| Nancy Johannes (Nancy)        | 10. místo        | 03.11.2007    | 01.09.2007      | 64          |
| Dominik Santholzer (Dominik)  | 3. místo         | 01.12.2007    | 01.09.2007      | 92          |
| Marcela Brücknerová (Marcela) | 4. místo         | 29.11.2007    | 02.09.2007      | 89          |
| Milan Vobořil (Milan)         | Vítěz            | 01.12.2007    | 03.09.2007      | 90          |
| Lucie Pechová (Lucka)         | 16. místo        | 15.09.2007    | 04.09.2007      | 12          |
| David Kaňák (David)           | 5. místo         | 29.11.2007    | 05.09.2007      | 86          |
| Růžena Kaňáková (Růžena)      | 12. místo        | 13.10.2007    | 05.09.2007      | 39          |
| Ivana Rissnerová (Ivana)      | 7. místo         | 24.11.2007    | 06.09.2007      | 80          |
| Linda Hartmanová (Linda)      | 14. místo        | 29.09.2007    | 07.09.2007      | 23          |
| Jan Paukner (Honza)           | 9. místo         | 10.11.2007    | 1.10. 2007      | 41          |
| Tamara Úblová (Tamara)        | diskvalifikována | 04.10.2007    | 3.10. 2007      | 2           |
| Jitka Kračmanová (Georgina)   | 11. místo        | 27.10.2007    | 4.10. 2007      | 24          |

24. května 2007 televize Prima oznámila, že na podzim 2007 připravuje vysílání třetí řady této reality show pod názvem VyVolení – noví hrdinové. Castingy probíhaly ve dnech 1. až 8. června. První volba účastníků soutěže se odehrála v pondělí 27. srpna, poslední v pátek 7. září, do vily vstoupilo sedm účastníků v sobotu 1. září 2007 ve 20:33 hodin. V úterý 28. srpna byla Tereza Pergnerová hospitalizována s problémy při těhotenství, Volbu a následující do dvanácté za ni odmoderovali Libor Bouček a Míra Hejda. Dne 4. října byla ze soutěže vyřazena soutěžící Tamara Úblová, jejíž vyhazov ze soutěže přinesl velkou kritiku, a také názory, že byla propuštěna neprávem. Místo Tamary nastoupila ihned do soutěže Jitka Kračmanová s přezdívkou Georgina. Finále proběhlo v sobotu 1. prosince 2007, zúčastnili se jej poslední tři soutěžící Milan Vobořil, Dominik Santholzer a Renáta Kukačová (René) s těmito počty hlasů: Milan 132 683, René 42 812, Dominik 5971. Vítězem třetí řady reality show VyVolení a novým hrdinou se stal Milan Vobořil, který byl médii považován za favorita již od začátku soutěže.
Soutěžní novinky: Vedle mileneckých párů (4. volba) soutěžily i páry rodinné: sourozenci, matka se synem a matka s dcerou (10. volba). V 1. i 2. dovolbě byli vyřazení soutěžící z předešlých Voleb. V první vybírali diváci v internetovém hlasování. Ve druhé obyvatelé Vily, ovšem bez vědomí, že se tentokrát jedná o negativní dovolbu – postoupila soutěžící, kterou nejvíce obyvatel nechtělo (měla nejvíce minusů). V týdnu před 6. zúčtováním proběhlo dvojí falešné Zúčtování, podle kterého se měly v duelu utkat Nancy Johannes s Ivanou Rissnerovou. Při 10. zúčtování byla zrušena imunita a zavedeno pravidlo, že z následujících duelů ve třech se do Vily vrátí jen (jeden) vítěz.

### Moderátoři
- Tereza Pergnerová (volba, zúčtování, výzva, duel, finále)
- Míra Hejda (běžná rekapitulace, publikum při volbách, duelech a při finále)
- Libor Bouček (noční show)
- Diana Kobzanová (noční show)

### Volby a Dovolby
- 1. volba (27.8. 2007) – Markéta vs. Juli vs. Láďa (3059 – 7044 – 1343)
- 2. volba (28.8. 2007) – Danča vs. Káťa vs. Veronika (4220 – 1738 – 7191)
- 3. volba (29.8. 2007) – Dan vs. Marie vs. Roman (7640 – 1660 – 4876)
- 4. volba (30.8. 2007) – Katka & Marek vs. René & Radim vs. Marika & Mischell (4022 – 5679 – 2904)
- 5. volba (31.8. 2007) – Nancy vs. Robin vs. Petra (4170 – 3253 – 2697)
- 6. volba (1.9. 2007) – David vs. Gábina vs. Dominik (662 – 7368 – 11242)
- 7. volba (2.9. 2007) – Marcela vs. Renata vs. Pavel (7502 – 2485 – 7340)
- 8. volba (3.9. 2007) – Honza vs. Žaneta vs. Milan (6791 – 1943 – 8251)
- 9. volba (4.9. 2007) – Georgina vs. Lucka vs. Tamara (4330 – 4884 – 3523)
- 10. volba (5.9. 2007) – Lucie & Radek vs. Růžena & David vs. Míša & Saša (3106 – 4403 – 1546)
- 11. volba (6.9. 2007) – Pavel vs. Radek vs. Ivana (6641 – 771 – 7264)
- 12. volba (7.9. 2007) – Linda vs. Martin vs. Olin (6305 – 5670 – 3073)
- 1. dovolba (Druhá šance, 1.10. 2007) – Honza vs. Olin vs. Martin (24789 – 19123 – 24659)
- 2. dovolba (Druhá šance, 3.10. 2007) – Georgina vs. Robin vs. Tamara (3+ 3-, 6+ 2-, 3+ 7-)

### Duely
- 1. duel (15.9. 2007) – Radim vs. Lucka (10237 – 3931)
- 2. duel (22.9. 2007) – Dan vs. Milan (13164 – 40350)
- 3. duel (29.9. 2007) – Růžena vs. Linda (35180 – 25632)
- 4. duel (6.10. 2007) – Nancy vs. Veronika (33667 – 20158)
- 5. duel (13.10. 2007) – Dominik vs. Růžena (37396 – 21423)
- 6. duel (27.10. 2007) – Radim vs. Georgina (14358 – 10696)
- 7. duel (3.11. 2007) – René vs. Nancy (36083 – 26863)
- 8. duel (10.11. 2007) – Dominik vs. Milan vs. Honza (9270 – 24812 – 2750)
- 9. duel (17.11. 2007) – Ivana vs. Juli (16145 – 10784)
- 10. duel (24.11. 2007) – Ivana vs. Radim vs. Marcela (8302 – 31054 – 32916)
- 11. duel (29.11. 2007) – René vs. Marcela vs. David (47066 – 46588 – 20950)
- Finále – 1. část (1.12. 2007) – Dominik vs. Milan vs. René (5971 – 114900 – 33880)
- Finále – 2. část (1.12. 2007) – René vs. Milan (42812 – 132683)

Poznámka: Při rovnosti hlasů v 11. zúčtování si René s Milanem hodili kostkami.

### Vyřazování
|           | 1.                           | 2.                          | 3.                             | 4.                               | 5.                               | 6.          | 7.                               | 8.                           | 9.                                           | 10.                          | 11.                                           | 12.                                           | Status                           |
| --------- | ---------------------------- | --------------------------- | ------------------------------ | -------------------------------- | -------------------------------- | ----------- | -------------------------------- | ---------------------------- | -------------------------------------------- | ---------------------------- | --------------------------------------------- | --------------------------------------------- | -------------------------------- |
| Milan     | René                         | Dan                         | Linda                          | René                             | Juli                             | ? Honza     | Radim                            | René                         | Dominik                                      | Ivana                        | David                                         | René                                          | Finalista (90 dní ve vile)       |
| René      | Lucka                        | Růžena                      | Růžena                         | Nancy                            | Růžena                           | ? David     | Nancy                            | ?                            | Marcela                                      | Marcela                      | Marcela                                       | Marcela                                       | Finalistka (92 dní ve vile)      |
| Dominik   | David                        | Růžena                      | Růžena                         | Nancy                            | Růžena                           | Nancy Ivana | Juli                             | ?                            | Ivana                                        | David                        | Ivana                                         | Milan                                         | Finalista (92 dní ve vile)       |
| Marcela   | Radim                        | Dan                         | René                           | René                             | René                             | ? Georgina  | Radim                            | René                         | Radim                                        | Juli                         | Radim                                         | René                                          | Vyřazena (89 dní ve vile)        |
| David     | Radim                        | Linda                       | Linda                          | Dominik                          | René                             | ? René      | Honza                            | René                         | Dominik                                      | Dominik                      | Ivana                                         | Milan                                         | Vyřazen (86 dní ve vile)         |
| Radim     | Lucka                        | Růžena                      | Růžena                         | Nancy                            | Marcela                          | ? Ivana     | Georgina                         | ?                            | Dominik                                      | Ivana                        | Ivana                                         |                                               | Vyřazen (85 dní ve vile)         |
| Ivana     | Dan                          | Dan                         | Linda                          | Dominik                          | Dominik                          | ? Georgina  | Radim                            | ?                            | Dominik                                      | Juli                         | Radim                                         |                                               | Vyřazena (80 dní ve vile)        |
| Juli      | Milan                        | Milan                       | Ivana                          | Nancy                            | Honza                            | ? Honza     | Milan                            | ?                            | Honza                                        | Ivana                        |                                               |                                               | Vyřazen (78 dní ve vile)         |
| Honza     |                              |                             |                                |                                  | Juli                             | ? Juli      | Juli                             | ?                            | Juli                                         |                              |                                               |                                               | Vyřazen (41 dní ve vile)         |
| Nancy     | René                         | Dan                         | René                           | Radim                            | Radim                            | ? Radim     | Georgina                         | ?                            |                                              |                              |                                               |                                               | Vyřazena (64 dní ve vile)        |
| Georgina  |                              |                             |                                |                                  | Ivana                            | ? Ivana     | Nancy                            |                              |                                              |                              |                                               |                                               | Vyřazena (24 dní ve vile)        |
| Růžena    | Veronika                     | Dan                         | René                           | Dominik                          | Dominik                          |             |                                  |                              |                                              |                              |                                               |                                               | Vyřazena (39 dní ve vile)        |
| Veronika  | Lucka                        | Růžena                      | Růžena                         | Nancy                            |                                  |             |                                  |                              |                                              |                              |                                               |                                               | Vyřazena (36 dní ve vile)        |
| Tamara    |                              |                             |                                |                                  |                                  |             |                                  |                              |                                              |                              |                                               |                                               | Diskvalifikována (2 dny ve vile) |
| Linda     | René                         | Milan                       | Ivana                          |                                  |                                  |             |                                  |                              |                                              |                              |                                               |                                               | Vyřazena (23 dní ve vile)        |
| Dan       | David                        | Milan                       |                                |                                  |                                  |             |                                  |                              |                                              |                              |                                               |                                               | Vyřazen (22 dní ve vile)         |
| Lucka     | Radim                        |                             |                                |                                  |                                  |             |                                  |                              |                                              |                              |                                               |                                               | Vyřazena (12 dní ve vile)        |
|           |                              |                             |                                |                                  |                                  |             |                                  |                              |                                              |                              |                                               |                                               |                                  |
| Imunita   | Linda                        | Radim                       | Milan                          | Růžena                           | Nancy                            | Dominik     |                                  | Radim                        | René                                         | Milan                        |                                               |                                               |                                  |
| Zúčtovaní | Radim                        | Dan                         | Růžena                         | Nancy                            | Dominik                          | Nancy Ivana | Radim                            | René                         | Dominik                                      | Ivana                        | Ivana                                         | René                                          |                                  |
| Vyzvaní   | Lucka                        | Milan                       | Linda                          | Veronika                         | Růžena                           | Neproběhla  | Georgina                         | Nancy                        | Milan Honza                                  | Juli                         | Radim Marcela                                 | Marcela David                                 |                                  |
| Duel      | Radim (10 237) Lucka (3 931) | Dan (13 164) Milan (40 350) | Růžena (35 180) Linda (25 632) | Nancy (33 667) Veronika (20 158) | Dominik (37 396) Růžena (21 423) | Neproběhl   | Radim (14 358) Georgina (10 696) | René (36 083) Nancy (26 863) | Dominik (9 270) Milan (24 812) Honza (2 750) | Ivana (16 145) Juli (10 784) | Ivana (8 302) Radim (31 054) Marcela (32 916) | René (47 066) Marcela (46 588) David (20 950) |                                  |
| Vyřazení  | Lucka                        | Dan                         | Linda                          | Veronika                         | Růžena                           |             | Georgina                         | Nancy                        | Honza                                        | Juli                         | Ivana Radim                                   | David Marcela                                 |                                  |

#### Finále
| Finalista | 1. část | 2. část | Status   |
| --------- | ------- | ------- | -------- |
| Milan     | 114 900 | 176 060 | Vítěz    |
| René      | 33 880  | 42 812  | 2. místo |
| Dominik   | 5 971   |         | 3. místo |

## Čtvrtá řada
| VyVolení 4                     |             |                 |               |                     |
| v pořadí, jak byli vyřazeni    | zvolen/a    | příchod do vily | odchod z vily | dní ve vile         |
| Vladko Dobrovodský (Vladko)    | 23.8. 2013  | 23.8. 2013      | 29.11. 2013   | 99 – vítěz          |
| Pavlína Zochová (Pavlína)      | 29.8. 2013  | 29.8. 2013      | 29.11. 2013   | 93                  |
| Romana Fabiánová (Romana)      | 27.8. 2013  | 27.8. 2013      | 28.11. 2013   | 94                  |
| Lucie Šárovcová (Lucie)        | 21.8. 2013  | 23.8. 2013      | 22.11. 2013   | 92                  |
| Eva Feuereislová (Eva)         | 29.8. 2013  | 29.8. 2013      | 15.11. 2013   | 79                  |
| Jan Podzimek (Jan, Honza)      | 26.9. 2013  | 26.9. 2013      | 15.11. 2013   | 51                  |
| Regina Holásková (Regina)      | 25.10. 2013 | 25.10. 2013     | 8.11. 2013    | 15                  |
| Zdena Regina Soukupová (Zdena) | 15.10. 2013 | 15.10. 2013     | 5.11. 2013    | 22 – diskvalifikace |
| Jan Pavel Filipenský (Jafar)   | 15.10. 2013 | 15.10. 2013     | 1.11. 2013    | 18                  |
| Nikol Trojanová (Nikol)        | 23.8. 2013  | 23.8. 2013      | 25.10. 2013   | 64                  |
| Ladislav Jandík (Ladislav)     | 21.8. 2013  | 23.8. 2013      | 18.10. 2013   | 57                  |
| Thomas Castello (Thomas)       | 19.8. 2013  | 23.8. 2013      | 11.10. 2013   | 50                  |
| Josef Vosmík (Pepa)            | 17.9. 2013  | 17.9. 2013      | 4.10. 2013    | 18                  |
| Miroslava Sokolová (Mirka)     | 30.8. 2013  | 30.8. 2013      | 27.9. 2013    | 29                  |
| Zdeňka Soušková (Zdeňka)       | 20.8. 2013  | 23.8. 2013      | 20.9. 2013    | 29                  |
| Martin Haluza (Martin)         | 22.8. 2013  | 23.8. 2013      | 13.9. 2013    | 22                  |
| Miroslav Škorvaga (Miroslav)   | 27.8. 2013  | 27.8. 2013      | 10.9. 2013    | 15 – diskvalifikace |
| Jan Mančík (El Nino)           | 30.8. 2013  | 30.8. 2013      | 6.9. 2013     | 7                   |

TV Prima 3. července oznámila, že se VyVolení po 6 letech vrátí na podzim 2013. Čtvrtá řada odstartovala na televizních obrazovkách 19. 8. 2013 v 18:00 první Volbou.
Výstavba nové vily započala a byla také oznámena jména prvních moderátorek. Na post hlavní moderátorky soutěže se opět vrátí Tereza Pergnerová a uvádění noční show se zhostí Agáta Prachařová. Moderátorský tým dále posílí také Libor Bouček a Pavel Cejnar, pro kterého je moderování této reality-show premiérou. Vila 4. série stojí v Areálu filmových studií na Barrandově. Celkově se nová vila stavěla čtyři týdny, dokončena byla 12.8.2013, kdy byla stavba představena veřejnosti. Vladko Dobrovodský si odnesl výhru v hodnotě 5 miliónů korun a stal se již podruhé vítězem reality show VyVolení.
Soutěžní novinky: 3. až 5., 7. a 8. volba byly rozděleny na dvě části tak jako v minulých ročnících finále – v první části bylo hlasování přerušeno, vyřazen soutěžící s nejmenším počtem (procentem) hlasů, poté bylo hlasování obnoveno do jeho ukončení a vyhlášení vítěze. Ev. vítězů, protože ze 7. a 8. volby, ve kterých byli vždy čtyři kandidáti, postoupili dva soutěžící. Štáb poprvé použil Žolíka, na který nechal postoupit poraženou Lucii Šárovcovou hned po vyhlášení vítěze (Ladislava Jandíka) 3. volby. Později štáb ještě využil Divokých karet, aby do Vily poslal soutěžící, kteří neprošli žádnou Volbou (Regina Holásková byla pouze ve Volbách 1. řady). 9. volba byla rozdělena na dámskou a pánskou část. V Dovolbě sice výherce vybírali opět sami obyvatelé Vily, ale tentokrát ze zcela nových kandidátů. V jednotlivých soubojích už nebyl zveřejňován přesný počet došlých hlasů, ale pouze jejich procentní poměr; s výjimkou prvního (175920), třetího (101509) a šestého Duelu (311744), poté až celkového počtu došlých hlasů do všech duelů a Malého finále (2980000) a Velkého finále (416000 hlasů).

### Moderátoři
- Tereza Pergnerová (volba, zúčtování, výzva, duel, finále)
- Libor Bouček (denní rekapitulace, speciál)
- Agáta Prachařová (noční show, občas denní rekapitulace)
- Pavel Cejnar (publikum při volbách, duelech a finále)

### Volby a Dovolba
- 1. volba (19.8. 2013) – Vladimír vs. Rostislav vs. Thomas (35% – 14% – 51%)
- 2. volba (20.8. 2013) – Eliška vs. Zdeňka vs. Julie (35% – 47% – 18%)
- 3. volba (21.8. 2013) – Ladislav vs. Albín vs. Lucie (39% – 27% – 34%)
- 4. volba (22.8. 2013) – Martin vs. Radek vs. Richard (48% – 21% – 31%)
- 5. volba (23.8. 2013) – Silvie vs. Nikol vs. Ema (13% – 58% – 29%)
- 6. volba (23.8. 2013) – Emil vs. Petr vs. Vladko (8% – 6% – 86%)
- 7. volba (27.8. 2013) – Miroslav vs. Karel vs. Romana vs. Pavel (27% – 24% – 26% – 23%)
- 8. volba (29.8. 2013) – Pavlína vs. Nikola vs. Eva vs. Vlaďka (32% – 24% – 29% – 15%)
- 9. volba (30.8. 2013) – Mirka vs. Michaela (58% – 42%), Pepa vs. El Nino (41% – 59%)
- Dovolba (26.9. 2013) – Ettore vs. Zdenek vs. Jan (Honza) (3 – 1 – 6)

Poznámky: Ve 3. až 5., 7. a 8. volbě uvedeny výsledky prvního kola, aby v procentních poměrech nebyl zmatek. Z druhého kola (kdy bylo obnoveno hlasování) postoupili soutěžící s těmito procenty – Ladislav s 52%, Martin s 58%, Nikol se 62%, Romana s 35%, Miroslav s 34%, Eva s 38% a Pavlína s 33%. V 6. volbě, která byla nazvána Speciální, mezi sebou bojovali účastníci 1. řady VyVolených.

### Žolíci a Divoké karty štábu
- (21.8. 2013) Lucie (Žolík)
- (17.9. 2013) Pepa (Žolík, náhrada za vyloučeného Miroslava)
- (15.10. 2013) Zdena (Divoká karta)
- (15.10. 2013) Jafar (Divoká karta)
- (25.10. 2013) Regina (Divoká karta, účastnice 1. řady VyVolených)

### Duely
- 1. duel (6.9. 2013) – El Nino vs. Vladko (13% – 87%)
- 2. duel (13.9. 2013) – Eva vs. Martin (74% – 26%)
- 3. duel (20.9. 2013) – Zdeňka vs. Nikol (16% – 84%)
- 4. duel (27.9. 2013) – Thomas vs. Mirka (58% – 42%)
- 5. duel (4.10. 2013) – Eva vs. Pepa (65% – 35%)
- 6. duel (11.10. 2013) – Thomas vs. Vladko (20% – 80%)
- 7. duel (18.10. 2013) – Ladislav vs. Honza (42% – 58%)
- 8. duel (25.10. 2013) – Jafar vs. Nikol (62% – 38%)
- 9. duel (1.11. 2013) – Lucie vs. Jafar (56% – 44%)
- 10. duel (8.11. 2013) – Regina vs. Eva (25% – 75%)
- 11. duel (15.11. 2013) – Vladko vs. Honza (89% – 11%)
- 12. duel (15.11. 2013) – Pavlína vs. Eva (95% – 5%)
- 13. duel (22.11. 2013) – Lucie vs. Vladko (17% – 83%)
- Malé finále (28.11. 2013) – Romana vs. Vladko (14% – 86%)
- Velké finále (29.11. 2013) – Vladko vs. Pavlína (73% – 27%)

Poznámky: Při 9. výzvě byl Jafar zbaven imunity z předešlého duelu kvůli porušení pravidla nošení jejího symbolu (modrého šátku). 11. a 12. duel se konaly v jednom dni – tzv. Superduel.

### Bossové
- 1. týden – Vladko
- 2. týden – Romana
- 3. týden – Eva
- 4. týden – Láďa
- 5. týden – Thomas
- 6. týden – Honza
- 7. týden – Nikol
- 8. týden – Pavlína
- 9. týden – Jafar + Zdena
- 10. týden – Jafar + Zdena
- 11. týden – Zdena + Lucie
- 12. týden – Lucie
- 13. týden – Lucie + Romana
- 14. týden – Romana + Pavlína

### Hosté ve Vile
- Petr Zvěřina (ex – VV 1, superboss) (2× navštívil vilu)
- Emil Zajac (ex – VV 1)
- Markéta Krajčovičová (cukrářka, pořad – Božské dorty od Markéty – vysílaný na Prima LOVE)
- Thomas Kruchina (bulvární novinář)
- Zdeněk Macura
- MUDr. Miroslav Bažant (všeobecný lékař a chirurg) (3× navštívil vilu)
- Zdeňka Soušková (ex – VV 4) (2× navštívila vilu)
- Sabina Janičová (expřítelkyně Thomase)
- Mirka Sokolová (partnerka Pavlíny, ex – VV 4) (2× navštívila vilu)
- Josef Vosmík (ex – VV 4)
- Agáta Prachařová (moderátorka noční show, modelka) (2× navštívila vilu)
- Nikol Trojanová (ex – VV 4) (2× navštívila vilu)
- Thomas Castello (ex – VV 4) (2× navštívil vilu)
- Regina Holásková (ex – VV 1, VV 4, superboss)
- Miroslav Škorvaga (ex – VV 4)
- Martin Haluza (ex – VV 4)
- Ladislav Jandík (ex – VV 4)
- Eva Feuereislová (ex – VV 4)
- Jan Jafar Filipenský (ex – VV 4)
- Lucie Šárovcová (ex – VV 4)
- Jan Podzimek (ex – VV 4)
- matka Pavlíny a Vladka
- Karin Pavúková – sestra Romany
- Romana Fabiánová (ex – VV 4)
- Nikol Fabiánová – dcera Romany
- Pavel Cejnar (moderátor)